# فرانچسکا دالویا
فرانچسکا دالویا (ایتالیایی: Francesca D'Aloja؛ زادهٔ ۲۱ آوریل ۱۹۶۳) بازیگر اهل ایتالیا است.
از فیلم‌ها یا برنامه‌های تلویزیونی که وی در آن نقش داشته‌است، می‌توان به حمام، شام، امشب در منزل آلیس، زیبایی زنان، کاپوت موندی، فصلی از زندگی بزرگان و آپارتمان صفر اشاره کرد.